# 塞旺
塞旺（法語：Sept-Vents，法語發音：[sevɑ̃]）是法国卡尔瓦多斯省的一个旧市镇，原属巴约区。2017年，塞旺与临近的3个市镇合并为新市镇瓦勒德德龙，塞旺为新市镇行政中心，改属维尔区。

## 地理
塞旺（49°4'33"N, 0°49'13"W）面积12.52 平方千米，位于法国诺曼底大区卡爾瓦多斯省，该省份为法国西北部沿海省份，北濒大西洋英吉利海峡，东北与滨海塞纳省以海上边界相接，东临厄尔省，南至奧恩省，西与芒什省接壤。
与塞旺接壤的市镇（或旧市镇、城区）包括：卡阿涅、科蒙莱旺泰、当皮埃尔、德龙河畔拉朗德、圣让德塞萨尔捷、拉瓦克里、勒佩龙。
塞旺的时区为UTC+01:00、UTC+02:00（夏令时）。

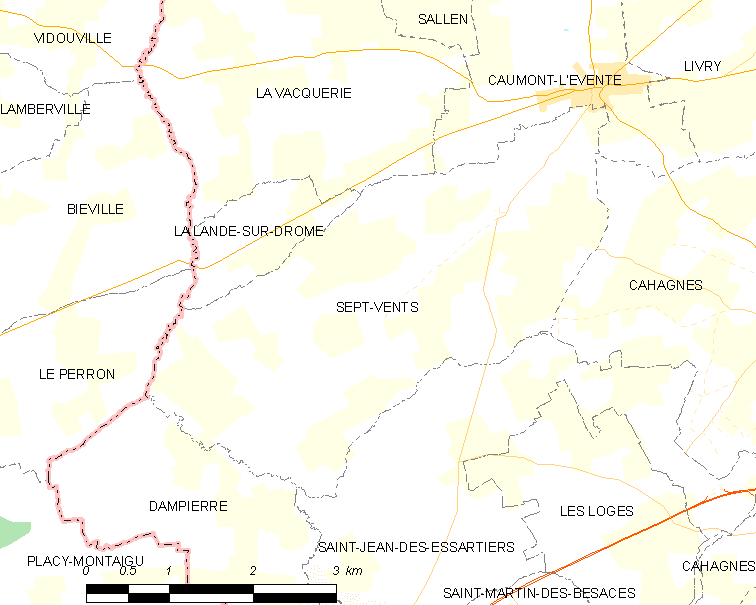
塞旺的OSM定位图

## 行政
塞旺的邮政编码为14240，INSEE市镇编码为14672。

## 政治
塞旺所属的省级选区为莱蒙多奈县。

## 人口

1962-2008年间塞旺人口变化图示

塞旺于2018年1月1日时的人口数量为458人。